# Bute (figlio di Borea)
Bute (in greco antico: Βούτης) è un personaggio mitologico, semidio figlio di Borea.

## Il mito
Bute era un principe tracio, che cercò di usurpare il trono al fratellastro Licurgo, venendo però cacciato; divenne allora un pirata e occupò l'isola di Stromboli facendone la base della sua attività. Durante una festa di Dioniso in Tessaglia, violando i doveri della xenia, ossia l'ospitalità rituale dei greci, stuprò Coronide, una menade, e la costrinse a sposarlo. Per punirlo, Coronide ottenne da Dioniso di farlo impazzire. Bute si gettò così in un pozzo e annegò. Secondo una versione era lui il padre di Ippodamia, che sposò Piritoo re dei Lapiti